# Ten tonn hammer
Ten Tonn Hammer — российская метал-группа, образованная в Санкт-Петербурге в 2006 году. Изначальное творчество коллектива можно охарактеризовать как хардкор, однако позже коллектив сменил звучание на грув-метал.

## История
Ten Tonn Hammer претерпели много существенных изменений на своём пути. Во время записи первого альбома трагический погиб вокалист группы, Матвеев Николай, что привело к разладу внутри коллектива. После полугодичного перерыва в музыкальной деятельности, члены группы решили вновь собраться и попытаться найти нового вокалиста. Волей случая им стал Яблонски Николай, давний коллега по сцене, лидер некогда существовавшей группы Фарш-LAG.
После непродолжительного притирания коллектива был выпущен в интернет мини-альбом, подтверждающий серьёзные намерения нового состава. Проведя серию успешных концертов в Москве и Санкт-Петербурге, а также заняв первое место на премии в области тяжёлой музыки Soul of Metal, летом 2009, ТТХ приступили к записи второго полноценного альбома на студии группы Grenouer. На этот раз молотков вновь постигла нелёгкая участь — на последнем этапе записи, по личным проблемам, коллектив покинул гитарист Летучев Владимир.
На открытую вакансию довольно быстро нашли профессионального гитариста из Саратова, на тот момент сессионно гастролирующего с группой Korea. Александр быстро влился в коллектив, закончив аранжировки «Anamnesis Morbi». Пояснение термина описано в статье в номере 56/2010 журнала Dark City:
"Anamnesis Morbi" - это медицинский термин и на латыни он означает что-то вроде истории болезни и жизни пациента. То есть перечень всех факторов, влияющих на его состояние, его наследственность, отображенные в виде беседы. Так и тексты ориентированы на размышления на беспокоящие меня темы: о душевных тревогах человека, о возможных недугах и их последствиях. Подробно термин описан на развороте буклета.
Альбом был выпущен на крупнейшем российском металл лейбле IROND records. Лирика альбома вызвала много противоречивых высказываний и рецензий.
Лирика альбома в первую очередь затрагивает тематику психологических нарушений и болезней современного общества. Направлена на то, чтобы помочь слушателю справиться со своим негативом и депрессией. Тексты дают возможность поглядеть на себя со стороны, понять происходящее, поразмышлять, создавая ощущение интерактивного диалога.
Языковой нюанс был быстро исправлен переизданием альбома на английском языке, что сразу вызвало прирост слушателей на западе. Так началась новая жизнь группы. В обновлённом составе начал меняться музыкальный жанр, приобретая прогрессивности в композиторстве и техничности в исполнении. В доказательство этому вышел интернет мини-альбом «Глобальная Профанация» и 2 видеоклипа. К 2011 году группа объездила с гастролями множество городов Российской Федерации и летом обосновалась на петербургской звукозаписывающей студии «Восход» для записи третьего полноформатного альбома, в котором в качестве приглашённого музыканта принимал участие Порубов Дмитрий, вокалист группы Психея.
Альбом был сведён и отмастерингован именитым американским саунд-продюсером Крисом Хариссом (Chris Zeuss Harris), известным по своим работам с Hatebreed, Chimaira, Suicide Silence, Shadows Fall, The Acacia Strain, Oceano и мн.др., и в дальнейшем выпущен на крупном Российском метал лейбле ФОНО (Fono ltd).
Осенью 2011, Армен Болян был вынужден бросить свою барабанную деятельность по состоянию здоровья. Проведя несколько месяцев в поисках и отборе кандидатов, ТТХ нашли подходящего музыканта, которым стал уроженец Новороссийска, Александр Хорошевский (ныне играющий с группой Stigmata).
Последующие годы, набирая популярность, группа снова столкнулась с большими сложностями внутри коллектива, связанными с музыкальным вектором, вследствие чего, пути большинства членов группы разошлись. С некотором временным промежутком, создав несколько сторонних проектов, как ASKH Project и Fatemaker, вокалист осмелился вновь собрать коллектив. После длительных проб, и найма множества сессионных музыкантов, во второй половине 2015 года, за ударную установку сел Битейкин Сергей, который вернул молоткам тот самый исконный драйв, с которого всё началось, а на гитару встал Василий Смирнов, игравший ранее в группе Casey Land.
В начале 2016 года, в официальном сообществе группы вконтакте была объявлена новость о том, что Ten Tonn Hammer планирует в этом году выпустить альбом с названием «В Поисках Истины», который будет состоять из трёх частей и публиковаться последовательно.
Работу над звуком данного альбома взяла на себя украинская студия NRQ.
Однако, за один год управиться не получилось. Первая часть альбома была выпущена 23 февраля. Вторая часть была опубликована в 2017 году, и наконец, в ноябре 2018 года в свет вышел полноформатный альбом, содержащий 10 композиций, одна из которых является русскоязычным кавером на прекрасную песню от некогда существовавшей американской группы Molotov Solution.
В 2019 году, группа была приглашена в качестве автора саунд-трека для книги Алексея Кондратенко «Катрина: Число начала». В связи с этим, писатель указал группу в разделе благодарностей.
Спешу выразить сердечную признательность и поблагодарить: Кояна Хаммехэда и группу Ten Tonn Hammer за потрясающий мощный кач и тексты, наполненные истиной, взывающей к сердцам и душам. Вы живое доказательство того, что тяжелая музыка способна мыслить и созидать.Алексей Кондратенко
Также, в этом году, коллектив впервые посетил с концертами Латвию и Литву в небольшом туре.
31 декабря 2019 года, молотки публикуют видео-клип, которых стал новой вехой и всплеском интереса к группе.
С апреля 2020 года, коллектив плотно занялся студийной работой, засев на студиях Enterprise и RDS, Новая цель — уйти от новомодных прогрессивных и джентовых вкраплений в материал, и углубится в тот самый грув / дэт метал, с которого начался рост группы 10 лет назад. Плодом этих стараний стал EP-альбом «Будь Крепче Молота», который вышел в свет 17 августа 2020 года.
C начала 2022 года группа перешла в удалённый режим, половина коллектива переехала на постоянное жительство в другие страны. А также, к молоткам присоединился второй гитарист, Олег Евдомашко. В обновлённом составе, ТТХ периодически собираются и дают концерты по городам РФ.

## Дискография
- 2008 — Последние Дни LP- (Самиздат)
- 2009 — Вера. Выбор. Я EP- (интернет издание)
- 2010 — Anamnesis Morbi LP — (лейбл irond)
- 2010 — Anamnesis Morbi (EU edition) LP — (интернет издание)
- 2010 — Глобальная Профанация EP — (интернет издание)
- 2011 — Твой Голос Не Важен LP — (интернет издание)
- 2011 — Your Words Are Nothing LP — (лейбл ФОНО)
- 2014 — TTH Remixes сборник — (интернет издание)
- 2014 — Count Your Heartbeats сингл — (интернет издание)
- 2018 — В Поисках Истины LP — (интернет издание)
- 2020 — Будь Крепче Молота EP — (интернет издание)
- 2022 — Пока Ещё Жив EP — (интернет издание)

## Видеография
- Комплексофобия (2009) ссылка на Youtube
- Люди Будут Умирать (2010) ссылка на youtube
- Survival Of The Best (2012) ссылка на youtube
- Count Your Heartbeats (2014) ссылка на youtube
- Global Profanation (2014) ссылка на youtube
- Рушится Мир (2018) ссылка на youtube
- Правила Игры (2020) ссылка на youtube
- Злость (2021)
- Не Хозяева Мира (2021)
- Радуйся (2022)

## Состав
- Яблонски «koian» Николай — вокал
- Казанцев «Mazay» Андрей — бас гитара
- Смирнов Василий — гитара
- Битейкин Сергей — ударные
- Евдомашко Олег — гитара

### Бывшие участники
- Матвеев Николай — вокал (до 2008)
- Макеев Иван — гитара (до 2008)
- Глазунов Денис — гитара (до 2008)
- Летучев Владимир — гитара (до 2009)
- Болян Армен — ударные (до 2011)
- Болтиков Денис — бас (до 2012)
- Силкин Александр — гитара (2009—2013)
- Ершов Кирилл, сессионно — гитара (2014—2015)
- Гут Евгений, сессионно — гитара (2015)
- Пылев Ростислав, сессионно — гитара (2017—2018)
- Хорошевский «Mr.Goodman» Александр — ударные (2011—2014)